# جان گیلروی
جان گیلروی (انگلیسی: John Gilroy؛ زادهٔ ۲۴ ژوئن ۱۹۵۹) تدوین‌گر اهل ایالات متحده آمریکا است. وی از سال ۱۹۸۴ میلادی تاکنون مشغول فعالیت بوده‌است.
از فیلم‌ها یا مجموعه‌های تلویزیونی که وی در آن‌ها نقش داشته است، می‌توان به میراث بورن اشاره نمود.